# Николай Шилдбах
Николай Константинович Шилдбах (на руски: Николай Константинович Шильдбах) е подпоручик от Лейбгвардейския Егерски полк, взел участие в боевете край Телиш.

## Биография
Николай Шилдбах е роден на 4 август 1855 г. в Москва в дворянско семейство. Баща му Константин Шилдбах е финансист и почетен гражданин на Москва. Завършва през 1875 г. Трето военно Александровско училище в Москва с чин подпоручик от армейската пехота. На 20 август 1876 г. е разпределен в Лейбгвардейския Егерски полк, който пристига в България през есента на 1877 г. Предвидено е на 12/24 октомври да се проведе мащабна военна операция едновременно срещу укрепленията на Долни Дъбник, Горни Дъбник и Телиш. Лейбгвардейският егерски полк на Шилдбах е определен да демонстрира срещу Телиш. Целта е да не се допусне гарнизонът му да се притече на помощ на този при Горни Дъбник, където е планиран основният удар. Един ден преди атаката е проведена рекогносцировка на турските табии (редути). Събраните сведения са крайно недостатъчни за правилното планиране на боя. Не са известни силите на противника, неговото разположение, свойствата на укрепленията и на местността, в която ще се действува. Затова и атакуващите полкове не получават никаква диспозиция и указания за предстоящия бой.
Шилдбах получава общо четири рани и е сред първите загинали в битката. Първоначално е ранен от куршум в ръката, все още непревързан е уцелен и в крака. Трети път е ударен от осколка на снаряд и накрая умира от куршум в главата. Първата атака на Телиш е неуспешна и полкът отстъпва, като мъртвият Николай Шилдбах е изоставен на бойното поле заедно с телата на другите убити и ранени войници. След четири дни на 16/28 октомври е проведена втора атака и гарнизонът на Телиш се предава. Изпратени са отряди, които да съберат и погребат телата на убитите егери. Тялото на Шилдбах е открито, заедно с телата на полковник Мебес, поручик Перепелицин и прапоршчик Гресбек. След ден е открито и тялото на капитан Базилевски. Не са открити телата на поручик Лев Кашерининов и подпоручик Александър Романов, които са пленени полуживи, измъчвани и изгорени от турците. Офицерите са погребани с военни почести на 18/30 октомври в обща братска могила в Горни Дъбник.
Няколко дни след погребението и по желание на роднините му, тялото на Николай, заедно с това на полковник Мебес, е ексхумирано, балсамирано и транспортирано обратно в родината. 
На 15 ноември, баща му Константин Шилдбах, в памет на сина си разкрива със собствени средства и освещава в дома си на улица Малая Дмитровка в Москва лазарет за ранени офицери и юнкери във войната. На събитието присъстват генерал – губернатора на Москва, княз Долгоруков и много официални лица.

## Предсмъртно писмо
| „ | Мили татко, ще получиш това писмо, когато аз няма да съществувам.  Утре отивам да превземем редутите край Телиш и Горни Дъбник. Сбогом, задочно ви целувам. Предайте последния ми поздрав на всички роднини и приятели. Особено на Женя. Нещо ме гъделичка около очите и неволно ми иде на ум, че аз повече няма да видя този свят. Ваш Николай | “ |

Авторът на това трогателно писмо е Николай Шилдбах. Предчувствията на младия воин не го лъжат и той загива в боевете край Телиш. Писмото е написано край с. Бъркач, където е била разположена неговата част. Писано е с молив върху лист хартия ден преди атаката на турските редути.
Писмото е открито от неговата правнучка Мария Дружинина. Тя е заслужил деятел на културата на Русия, създателка на театър „Школа на съвременната пиеса“. Когато веднъж подреждала архивите, в старинно бюро намерила сгънато листче с надпис „Предсмъртно писмо на Н. Шилдбах“. Решила, че мястото на това писмо е в България, там където Николай се е сражавал за свободата на тази държава, там където се намира и неговият гроб.
„Когато го донесох –  казва тя,  –  камък ми падна от душата. Изпълних дълга си към паметта на Николай“. 
Днес писмото се съхранява във Военно-историческия музей на Плевен.

## Памет
Името на Шилдбах е изписано върху:
- северната мемориална плоча на параклис-мавзолей „Св. Георги Победоносец“ в центъра на Плевен,
- Черният паметник при Телиш,
- мраморните плочи на Александровското военно училище.[1]

## Семейство
- баща Константин Карлович Шилдбах (1819-1889),
- майка Александра Семьоновна Шилдбах (1834-1877),
- брат Александър Константинович Шилдбах (1853-1915),
- брат Сергей Константинович Шилдбах (1858-1919),
- сестра Юлия Константиновна Шилдбах (1861-1941),
- брат Алексей Константинович Шилдбах (1863-1908),
- брат Константин Константинович Шилдбах (1872-1939). [6]